# Цедыня (гмина)
Цедыня (пол. Cedynia) — гмина (волость) в Польше, входит как административная единица в Грыфинский повет, Западно-Поморское воеводство. Население — 4338 человек (на 2005 год).